# Goudvlerkwilgenkokermot
De goudvlerkwilgenkokermot (Coleophora zelleriella) is een vlinder uit de familie kokermotten (Coleophoridae). De wetenschappelijke naam is voor het eerst geldig gepubliceerd in 1854 door Heinemann.
De soort komt voor in Europa.